# Pacte de responsabilité et de solidarité
Le pacte de responsabilité et de solidarité est un ensemble de mesures sociales-libérales annoncées par le président François Hollande lors de ses vœux aux Français le 31 décembre 2013, puis élaborées par Emmanuel Macron.

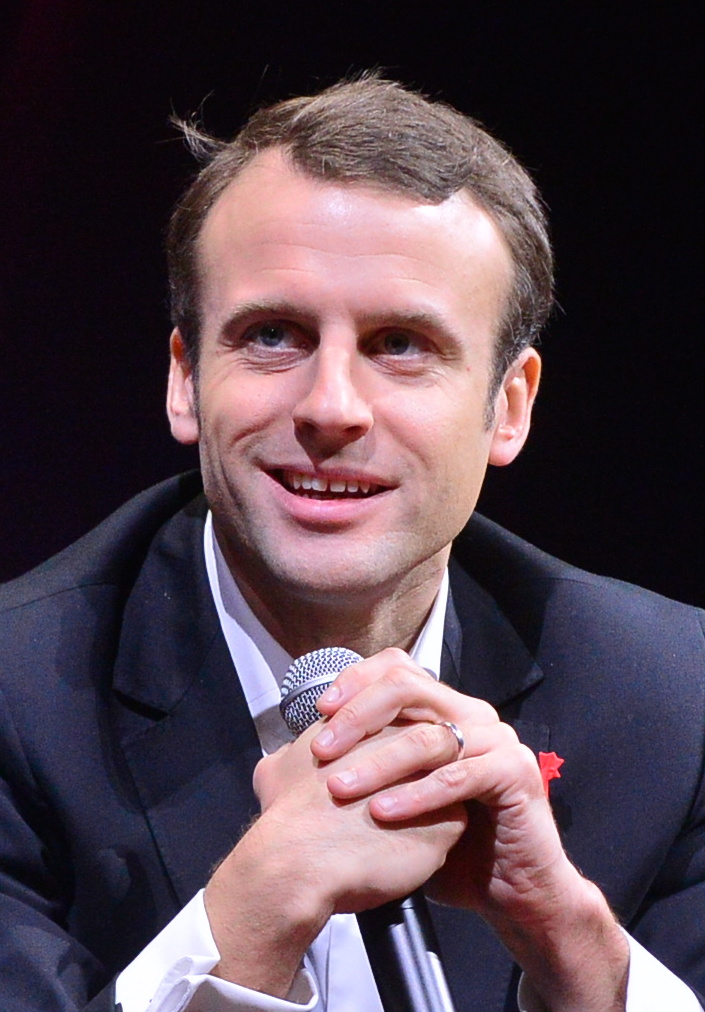
Emmanuel Macron en 2014

Selon les termes du président, il est « fondé sur le principe simple : moins de charges sur le travail, moins de contraintes sur leurs activités et, en même temps, une contrepartie, plus d’embauches et plus de dialogue social. »

## Histoire
Le 21 janvier 2014, une première annonce officielle est faite par le président de la République aux partenaires sociaux. Le 27 janvier, les partenaires sociaux sont reçus par Jean-Marc Ayrault et les ministres concernés. Le 29 janvier, les Assises de la fiscalité sont lancées.
À la fin février, le Haut Conseil du financement de la protection sociale remet un premier rapport. Les premières projections estiment que de ces mesures résulterait une hausse du PIB de 0,3 % à 0,8 % et des créations d'emplois (avec des scenarios différents selon la manière dont sont menées les baisses de charge) :
- 13 400 à 214 000 créations d'emplois sur cinq ans en cas de réduction de la part socialisée des salaires ;
- 300 000 création d'emplois si la baisse des cotisations sociales était concentrée sur les bas salaires[3].

Le 28 février, les premières rencontres entre partenaires sociaux ont lieu. Le 5 mars, un relevé de conclusions est signé par tous les représentants patronaux et trois syndicats (CFDT, CFTC et CFE-CGC) ; rejet du texte par la CGT et Force ouvrière.
Le 31 mars, en complément du « pacte de responsabilité », François Hollande annonce un « pacte de solidarité » « dont le premier pilier est l’éducation, et la formation de la jeunesse ; le second, c’est la sécurité sociale avec la priorité donnée à la santé ; et le troisième, c’est le pouvoir d’achat avec une réduction des impôts des Français et une baisse des cotisations payées par les salariés. »
Le 29 avril, l'Assemblée nationale approuve le programme de stabilité budgétaire du gouvernement, malgré l'abstention de 41 députés socialistes.
Le 17 juillet, le Sénat rejette le projet de budget rectificatif de la Sécurité sociale contenant l'application du pacte de responsabilité.
Le 23 juillet, le budget rectificatif de l'État et de la sécurité sociale pour 2014 est voté. Celui-ci contient les premières mesures d'application du pacte de responsabilité, malgré le rejet du sénat et grâce aux voix du PRG.
Le 6 août, le Conseil constitutionnel rejette la baisse des charges sur les bas salaires c'est-à-dire les salaires compris entre 1 et 1,3 SMIC.

## Contenu

### Les grands traits
Le pacte devrait avoir trois volets :
- 1) un volet allégement des coûts du travail de 10 milliards qui viendraient s'ajouter aux 20 milliards du pacte de compétitivité mis en place à la suite du rapport sur la compétitivité française
- 2) une modernisation de la fiscalité
- 3) des mesures de simplification des normes et procédures[10]

### Débat sur les contreparties
Le président de la république estime que le pacte de compétitivité doit comporter des contreparties qui « porteront sur des objectifs chiffrés d'embauches, de travail des jeunes ou des seniors, la formation, les salaires et la modernisation du dialogue social. Un observatoire sera mis en place et le Parlement y sera associé. »
Pierre Gattaz est gêné par le "donnant-donnant", il ne voit pas le futur de cette manière. L'employeur, dit-il, accorde déjà par le travail reconnaissance et estime, ce qui est très important en soi. Il poursuit en concluant que des clients heureux, une compétitivité retrouvée et des profits à la clé sont les objectifs pour une entreprise. Le Medef affirme qu'un allègement de 100 milliards des cotisations sociales conduirait à la création de 1 million d'emplois, mais se garde de signer le moindre accord jurididique. Le ministre du redressement productif Arnaud Montebourg demande à la mi-janvier que la création d'emplois de contrepartie atteigne 1,8 million d'emplois supplémentaires en cinq ans. Finalement, aucune contrepartie n'est négociée avec le patronat. Fin novembre 2016, le nombre de demandeurs d'emploi toutes catégories confondues (ABCDE) se monte à 6 350 000.

## Contexte
Le contexte du pacte de responsabilité s'inscrit dans une réflexion entamée avec le CICE visant à mieux assurer la compétitivité française afin de relancer l'économie et l'emploi. La problématique porte sur le coût du travail par rapport à nos principaux concurrents et donc la dégradation de la balance commerciale depuis les années 2000. Une des questions importantes étant le lien entre la détérioration de la compétitivité française et le coût du travail.

### Investissement et innovation
Sous le titre « France-Allemagne : la dérive incessante des balances commerciales », l'analyse faite par Les Échos s'appuie sur une comparaison des balances commerciales de la France (déficit de 61,2 milliards d'euros pour 2013) et de l'Allemagne (excédent de 198,9 milliards d'euros pour la même période). Elle met en avant des raisons structurelles, et tout d'abord le travail accompli par l'Allemagne depuis deux décennies pour se spécialiser dans la production de biens à haute valeur ajoutée, qui lui permettent d'obtenir une certaine « compétitivité hors prix », peu sensible au niveau des coûts de production grâce à sa réputation de qualité. Les entreprises françaises, de leur côté - comme le souligne le Rapport d'information à l'Assemblée nationale sur les coûts de production en France - ont vu leurs marges comprimées à un niveau bien inférieur à celles de leurs concurrents internationaux, ce qui a eu des conséquences sur leurs capacités d’investissement et d’innovation, tout en les empêchant de moderniser leur outil de production et, ce faisant, de conforter l'emploi.

### Coût horaire du travail
Mais, souligne Les Échos, l'Allemagne s'appuie également maintenant sur une « compétitivité par les coûts » hors pair, au point que, selon certaines études, il existerait en faveur de l'Allemagne un écart de coût salariaux allant jusqu'à 14 % par rapport à la France, alors que la France avait au contraire en 2000 un avantage, désormais perdu, au niveau du coût du travail par rapport à l'Allemagne (24,42 euros en 2000 en France contre 26,34 en Allemagne).
De précédentes analyses avaient déjà souligné l'avantage compétitif de l'Allemagne en matière de coût horaire du travail. Plus précisément, si le coût horaire dans l'industrie est du même ordre en France et en Allemagne, le coût des services est nettement plus élevé en France, entrainant - tous secteurs confondus, à l'échelle de l'économie du pays - un coût horaire du travail plus élevé en France qu'en Allemagne. Cet écart global était de l'ordre de 10 % lors de la grande enquête européenne de 2008. Pour 2013, les coûts horaires de la main-d’œuvre en euros, publiés par Eurostat pour l'ensemble de l'économie (hors agriculture et administration publique) sont de 31,3 euros pour l'Allemagne et de 34,3 euros pour la France, soit un avantage en faveur de l'Allemagne de l'ordre de 9 %.
Mais ce n'est pas tant les coûts français qui ont dérapé que les coûts allemands qui ont connu une hausse restée très modérée. Cette compétitivité par les coûts est largement le résultat des réformes Hartz de 2003-2005, qui, sous l'impulsion du chancelier Gerhard Schröder, ont profondément réformé le marché du travail en permettant de moduler la durée du travail et de pratiquer des modérations salariales. Dans le même temps, la « multinationale allemande type » a mis en place des réseaux de sous-traitance à bas coût en Europe centrale.
Cependant, selon les récents travaux d'économistes allemands, les réformes Hartz ne sont qu'en partie à l'origine de la transformation de l'Allemagne, ancien « homme malade de l'Europe », en « superstar » et modèle pour les économies européennes : dans une étude publiée dans le Journal of Economic Perspectives et intitulée From Sick Man of Europe to Economic Superstar: Germany's Resurgent Economy, les auteurs, Christian Dustmann, Bernd Fitzenberger, Uta Schönberg, et Alexandra Spitz-Oener sont d'avis que la baisse des coûts salariaux allemands était déjà en grande partie en marche avant les réformes Hartz de 2003-2005, à la suite de l'impact de la réunification allemande. En ce sens, la baisse des coûts salariaux allemands est difficilement transposable au reste de l'Europe dans la mesure où elle est en partie le fruit de circonstances historiques exceptionnelles.
Mais certains aspects des réformes Hartz pourraient être reprises ailleurs en Europe avec un effet bénéfique, notamment la décentralisation de la négociation salariale au niveau de l'entreprise et le développement de la qualité du dialogue social.

### Cours de l'euro et parités d'équilibre
Enfin, un autre aspect à souligner est la parité d'équilibre (NATREX, « NATural Real EXchange rate »,) de l’euro pour chacun des pays de la zone euro : si la parité d'équilibre pour l'Allemagne (son NATREX) est proche du taux effectivement constaté pour l'euro, soit autour de 1,35 dollar, le NATREX de la France n'est que de 1,15 environ, accroissant ainsi le coût du travail en France par l'effet d'un euro trop fort.
Malgré tout, ajoute Les Échos, le véritable problème de la France est de toujours chercher une justification à ses échecs, au lieu de chercher à se réformer.

## Avis de différents acteurs sociaux

### Économistes
Économistes ou éditorialistes de journaux économiques plutôt pour :
- Michel Martinez, chef économiste euro à Société générale, considère qu'il est bien que le gouvernement se préoccupe des faibles marges des entreprises[21].
- Philippe Waechter, directeur de la recherche économique chez Natixis Asset Management estime bien que le gouvernement donne un cap sur l'évolution des cotisations sociales[21].
- La fondation Ifrapp estime que le dispositif ne créerait que de l'ordre de 80.000 emplois d'ici 2017, pour un coût de 27 Milliards d'Euros[22].

Économistes critiques :
- Pour Philippe Frémeaux, le pacte passe à côté de ce qu'il considère comme le problème-clé, à savoir la nécessité de mener une politique de relance[23].
- Christian Chavagneux estime quant à lui que baisser les cotisations sociales pour obtenir de l'emploi est un « marché de dupes », pour des raisons qui rejoignent l'analyse de Philippe Frémeaux, à savoir que la baisse des cotisations est une « mesure sur l'offre » et n'aura aucune conséquence sur la demande[24].
- Michel Husson, du collectif « Les économistes atterrés », affirme : « Dans ce genre de pacte, il y a toujours une dissymétrie entre les concessions, très précises, faites au patronat et les engagements complètement flous de ce dernier[25]. »
- Dans une analyse détaillée paru dans La Revue de droit fiscal du 31 juillet 2014[26], Éric Pichet, évalue l’impact du pacte sur les finances publiques à l’horizon 2017 : « Avec le Pacte de responsabilité annoncée par le Président Hollande le 31 décembre 2013, le quinquennat marque une inflexion notable, l’exécutif reconnaissant, sous la contrainte économique, l’absolue nécessité de favoriser les entreprises pour lutter efficacement contre le chômage de masse. Le Pacte de responsabilité n’a pourtant qu’une ambition mesurée puisqu’il prévoit, entre 2015 et 2017, une réduction, non pas des dépenses publiques, mais de leur progression (de 50 Mds€ sur un total attendu de 120 Mds, soit une progression nette de 70Md € sur la période). Toutefois cette inflexion, même suivie d’effet, ne ramènera pas les comptes publics à l’équilibre à la fin du quinquennat. Sur la base des informations disponibles en juin 2014, nous estimons que le déficit public dépassera 4 % du PIB en 2014 et en restera très proche en 2015 (sans doute autour de 3,7 %). Sans véritable réforme de la sphère publique il restera supérieur au critère de Maastricht (3 %) en 2016 et 2017 limitant d’autant la marge de manœuvre de l’État investisseur (en 2014, l’État dépense 46 M€ en charges d’intérêts contre 12Md€ en investissements). Contrairement aux attentes gouvernementales qui prévoient une résorption totale du déficit structurel en 2017, nous estimons qu’il sera encore supérieur à 2 % à cet horizon, la dette publique devant dépasser le seuil symbolique des 100 % d’ici fin 2016. »

### Partis politiques
- Agnès Michel, responsable de la commission économie et social d’Europe Écologie Les Verts, et Guillaume Etievant, secrétaire national à l’économie du Parti de gauche, avancent que l’efficacité de ce type de pacte ne s’est pas vérifiée par le passé, à l'image de celui proposé au début des années 1980 par Yvon Gattaz, alors président du Conseil national du patronat français (CNPF), et accepté en 1986 par le Premier ministre Jacques Chirac ; du Crédit d'impôt pour la compétitivité et l'emploi décidé en 2013 ; ou encore de la loi dite de sécurisation de l’emploi, entrée en vigueur en juillet 2013[25].
- Le 15 juillet 2014, le projet de rapport de mission de la sénatrice Michelle Demessine, membre du parti communiste français, Impact sur l’emploi des exonérations de cotisations sociales accordées aux entreprises, est rejeté par les élus de droite (UMP-UDI) et la majorité socialiste. Ce projet de rapport, approuvé par le groupe écologiste et partiellement par le groupe socialiste ainsi que le groupe Union des Démocrates et Indépendants, soutient[27] « qu'il serait utopique d'espérer pouvoir mesurer le véritable impact sur l'emploi du Pacte de responsabilité »[28]. Pour ce groupe politique les nouvelles exonérations prévues par le gouvernement auront de « nombreux effets indésirables », seront notamment des « trappes à bas salaires qui favorisent le déclassement des jeunes diplômés contraints de prendre la place des moins qualifiés pour trouver un emploi », et sont le symptôme d'une « focalisation excessive sur le « coût du travail » pour expliquer la perte de compétitivité de l’économie française[29]. »

## Invalidation des allégements de charge sur les bas salaires par le Conseil constitutionnel

### Les motifs
Le conseil constitutionnel estime que le dispositif introduirait une différence de traitement entre des salariés ayant droit à des prestations maladie, retraite, etc., identiques.

### Les conséquences politiques

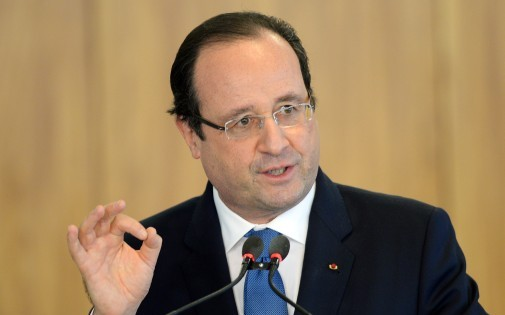
François Hollande en décembre 2013

À la suite de cette décision la droite pointe l'« amateurisme du gouvernement » tandis que l'aile gauche de la majorité présidentielle insiste sur la nécessité de procéder à une grande réforme fiscale, comme la préconisent depuis un certain temps nombre d'économistes dont Thomas Piketty.

## Résultats et impacts
Le 2 décembre 2014, lors d'une émission radiophonique, Emmanuel Macron qualifie le pacte « d'échec », soulignant le manque de signatures d'accords de branche et imputant au passage ce résultat au manque d'implication du Medef.
Le sondeur Jérôme Sainte-Marie estime en août 2015 que « même si la concrétisation [du pacte] devait être modeste, le traumatisme subi par son électorat est considérable. [...] J'insiste sur le fait que l'aveu que constitue le «pacte de responsabilité» atteint la crédibilité du projet social de toute la gauche, et pas seulement du Parti socialiste ».
À fin 2015, le nombre de demandeurs d'emploi toutes catégories confondues en métropole se monte à 6 260 000 soit une augmentation de 300 000 par rapport à l'année précédente.
A fin 2016, le nombre de demandeurs d'emploi toutes catégories confondues en métropole se monte à 6 320 000, alors qu'en décembre 2013 il se montait à 5 638 000.
En 2019, le Conseil d'analyse économique publie une note concluant à l’inefficacité des baisses de charges patronales issues du pacte de responsabilité pour les salaires supérieurs à 1,6 smic, n'ayant identifié aucun impact sur l’emploi ni sur la hausse des exportations ou la compétitivité alors qu'il s'agit, selon Le Monde, de « l’argument traditionnellement utilisé par le patronat – industrie en tête – pour justifier l’intérêt de ces baisses du coût du travail ».